# Plagues (álbum)
Plagues é o segundo álbum de estúdio da banda americana de metalcore The Devil Wears prada, lançado em 21 de agosto de 2007 pela Rise Records. Foi re-lançado em 28 de outubro de 2008, incluindo conteúdo bónus.

## Faixas
| Críticas profissionais | Críticas profissionais |
| Avaliações da crítica  | Avaliações da crítica  |
| Fonte                  | Avaliação              |
| ---------------------- | ---------------------- |
| About.com              | [ 1 ]                  |
| Allmusic               | [ 2 ]                  |
| AbsolutePunk           | (80%)                  |
| Rocklouder             | [ 4 ]                  |
| Sputnikmusic           | [ 5 ]                  |
| Jesus Freak Hideout    | [ 6 ]                  |

1. "Goats on a Boat" - 4:23
2. "Number Three, Never Forget" - 3:41
3. "HTML Rulez D00d" - 3:56
4. "Hey John, What's Your Name Again?" -	3:46
5. "Don't Dink and Drance" - 2:59
6. "You Can't Spell "Crap" Without "C"" (com Craig Owens) - 3:30
7. "This Song Is Called" - 4:25
8. "Reptar, King of the Ozone" -	3:10
9. "The Scorpion Deathlock" - 3:50
10. "Nickels Is Money Too" - 4:08